# Circonscription de Zagora
La circonscription de Zagora est la circonscriptions législatives marocaines de la province de Zagora située en région Drâa-Tafilalet. Elle est représentée dans la Xe législature par Lahcen Ouaara, Jaouad Naciri et Abdesslam Majd.

## Historique des députations
| Législature | Début de mandat  | Fin de mandat    | Députés élus | Députés élus        | Députés élus | Députés élus             | Députés élus | Députés élus           |
| ----------- | ---------------- | ---------------- | ------------ | ------------------- | ------------ | ------------------------ | ------------ | ---------------------- |
| IXe         | 26 novembre 2011 | 7 octobre 2016   |              | Mimoune Amiri (PI)  |              | Saïd Naciri (PAM)        |              | Hmad Ait Baha (RNI)    |
| Xe          | 8 octobre 2016   | 8 septembre 2021 |              | Lahcen Ouaara (PJD) |              | Jaouad Naciri (PAM)      |              | Abdesslam Majd (RNI)   |
| XIe         | 9 septembre 2021 | ?                |              | Mimoune Amiri (PI)  |              | Abderrahim Chahid (USFP) |              | Hussein Ouaallal (RNI) |

## Historique des élections

### Découpage électoral d'octobre 2011

#### Élections de 2016
| Parti       | Parti                                         | Voix    | %      | Député(s) élus |  |
| ----------- | --------------------------------------------- | ------- | ------ | -------------- |  |
|             | Parti de la justice et du développement (PJD) | 17 923  | 27,95  | Lahcen Ouaara  |  |
|             | Rassemblement national des indépendants (RNI) | 9 542   | 14,88  | Abdesslam Majd |  |
|             | Parti authenticité et modernité (PAM)         | 8 964   | 13,98  | Jaouad Naciri  |  |
|             | Parti de l'Istiqlal (PI)                      | 8 542   | 13,32  |                |  |
|             | Union socialiste des forces populaires (USFP) | 6 450   | 10,06  |                |  |
|             | Union constitutionnelle (UC)                  | 4 970   | 7,75   |                |  |
|             | Parti du progrès et du socialisme (PPS)       | 4 146   | 6,47   |                |  |
|             | Mouvement populaire (MP)                      | 1 082   | 1,69   |                |  |
|             | Parti du centre social (PCS)                  | 802     | 1,25   |                |  |
|             | Front des forces démocratiques (FFD)          | 495     | 0,77   |                |  |
|             | Parti Al Ahd Addimocrati (AHD)                | 444     | 0,69   |                |  |
|             | Fédération de la gauche démocratique (FGD)    | 267     | 0,42   |                |  |
|             | Parti des Néo-Démocrates (PND)                | 177     | 0,28   |                |  |
|             | Mouvement démocratique et social (MDS)        | 124     | 0,19   |                |  |
|             | Parti démocratique de l'indépendance (PDI)    | 122     | 0,19   |                |  |
|             | Parti de la gauche verte (PGV)                | 66      | 0,10   |                |  |
|             |                                               |         |        |                |  |
| Inscrits    | Inscrits                                      | 121 616 | 100,00 |                |  |
| Abstentions | Abstentions                                   | 57 500  | 47,28  |                |  |
| Exprimés    | Exprimés                                      | 64 116  | 52,72  |                |  |

#### Élections de 2021
| Parti       | Parti                                         | Voix    | %      | Députés élus      |  |
| ----------- | --------------------------------------------- | ------- | ------ | ----------------- |  |
|             | Rassemblement national des indépendants (RNI) | 24 106  | 25,48  | Hussein Ouaallal  |  |
|             | Union socialiste des forces populaires (USFP) | 21 435  | 22,65  | Abderrahim Chahid |  |
|             | Parti de l'Istiqlal (PI)                      | 20 341  | 21,50  | Mimoune Amiri     |  |
|             | Mouvement populaire (MP)                      | 12 793  | 13,52  |                   |  |
|             | Parti du progrès et du socialisme (PPS)       | 5 250   | 5,55   |                   |  |
|             | Parti de la justice et du développement (PJD) | 4 555   | 4,81   |                   |  |
|             | Parti authenticité et modernité (PAM)         | 3 650   | 3,86   |                   |  |
|             | Parti des Néo-Démocrates (PND)                | 1 035   | 1,06   |                   |  |
|             | Parti de la réforme et du développement (PRD) | 606     | 0,64   |                   |  |
|             | Parti socialiste unifié (PSU)                 | 546     | 0,58   |                   |  |
|             | Parti du centre social (PCS)                  | 157     | 0,17   |                   |  |
|             | Union constitutionnelle (UC)                  | 151     | 0,16   |                   |  |
|             |                                               |         |        |                   |  |
| Inscrits    | Inscrits                                      | 146 207 | 100,00 |                   |  |
| Abstentions | Abstentions                                   | 51 582  | 35,28  |                   |  |
| Exprimés    | Exprimés                                      | 94 625  | 64,72  |                   |  |